# Cryptochrostis suppulchraria
Cryptochrostis suppulchraria là một loài bướm đêm trong họ Noctuidae.